# Varieta (biologie)
Varieta (lat. varietas, angl. variety, něm. die Varietät) neboli odrůda je botanická taxonomická kategorie planých rostlin nižší než druh a poddruh. Pro varietu používáme zkratku var. Odpovídajícím termínem pro pěstované rostliny je kultivar.
Od jiných rostlin stejného druhu se liší drobnějšími dědičnými morfologickými odchylkami charakteristickými pro celou populaci. Tím se liší od formy, jejíž znaky jsou přítomny jen u některých jedinců (bíle a modře kvetoucí zvonky).

## Příklad zápisu
Zápis taxonu pak vypadá následovně:
- Lactuca sativa L. var. longifolia Lam.
- Primula veris L. subsp. veris var. ampliata Koch.

Tedy nejprve, pokud píšeme latinsky (čili pokud uvádíme vědecké pojmenování), uvádíme rodové a druhové jméno kurzívou. Rodové jméno s počátečním velkým písmenem, druhové vždy s malým (Lactuca sativa), a to i tehdy, vzniklo-li z individuálně přivlastňovacího přídavného jména (Crocus heuffelianus – šafrán Heuffelův). Následuje jméno, resp. zkratka autora popisu: L. (tzn. Carl Linné). Uvádíme-li varietu, užijeme zkratku var. psanou standardním řezem písma a poté uvedeme kurzívou název variety: longifolia. Opět připojíme autora: Lam. (tzn. Jean-Baptiste Lamarck).

## Kultivar, nebo varieta?
- Označení varieta se správně používá u planých taxonů (pravidla pro popis a používání této taxonomické kategorie se řídí mezinárodním kódem botanické nomenklatury), nepoužívá se – i když se v tom často chybuje – k označování pěstovaných rostlin. Píše se latinsky, malými písmeny a kurzívou.

- Kultivar znamená pěstovaná varieta a užívá se k označení kulturních rostlin, které vznikly za záměrného přispění šlechtitele. Pojmenování se řídí mezinárodním kódem pěstovaných rostlin. Píše se standardním řezem písma a s prvním písmenem velkým; tvar vychází ze současného živého jazyka, nejčastěji angličtiny.[1] Vkládá se mezi znaky ' zvané „prima“ (nejsou to ani apostrofy, ani uzavírací jednoduché uvozovky; na počítačové klávesnici je možno zapsat pomocí Alt+39).

Příklad zápisu vědeckého názvu s kultivarem: Brassica oleracea convar. capitata var. alba 'Pourovo polopozdní'.